# USS Rhode Island (SSBN-740)
El USS Rhode Island (SSBN-740) es el decimoquinto submarino de la clase Ohio y el cuarto navío de la Armada de los Estados Unidos llamado Rhode Island; su lema, es In Spe Pacis Perennis. 
El contrato de construcción fue concedido a General Dynamics Electric Boat en Groton, Connecticut el 5 de enero de 1988 y su quilla fue colocada el 1 de diciembre de 1990. Fue botado el 17 de julio de 1993 y amadrinado por la Sra. Kati Machthley. La entrega a la Armada se produjo el 22 de junio de 1994 y entró en servicio el 9 de julio de 1994, con el capitán John K. Eldridge al mando de la tripulación azul y el comandante Michael Maxfield al mando de la tripulación dorada.